# Pniaki (Chorzów)
Pniaki (śl. Pnioki) − oficjalna część miasta, dawna kolonia robotnicza, założona w 1. połowie XIX wieku na północ od Królewskiej Huty, wydzielona ze Świętochłowic. Stanowi dziś część dzielnicy Chorzów II (rejon ul. Opolskiej i Mariańskiej).

## Historia
Kolonia powstała około lat 30. XIX wieku na ziemiach, które należały do Karola Łazarza Henckel von Donnersmarcka. Pierwotna nazwa Pniaki pochodzi od karczowiska, tj. miejsca po wyciętym lesie, na którym powstała osada. Donnersmarck wydzierżawił teren dla 25 osadników w latach 30. XIX wieku; w 1840 roku Pniaki zamieszkiwało 145 osób, a w 1841 roku – przeszło 250.
W kolonii znajdowało się kilka cegielni oraz szyb Maria (pot. Maryna) kopalni węgla kamiennego Król.
Pierwotna zabudowa była skoncentrowana wokół obecnej ulicy św. Józefa w Chorzowie, pozostały po niej m.in.: drewniany krzyż, postawiony w 1902 przy ul. Opolskiej oraz kapliczka maryjna przy ul. Mariańskiej, poświęcona w 1905 roku przez ks. Pawła Łukaszczyka, proboszcza parafii św. Barbary w Chorzowie. Kolona robotnicza Pniaki należała od 1841 roku do gminy Świętochłowice, następnie Pniaki były osobną gminą, a w 1868 roku wcielono ją do Królewskiej Huty. 
W 1907 roku zakończono budowę kościoła św. Józefa na terenie cmentarnym, który przynależał do Pniaków. 